# Саттон (Западная Виргиния)
Саттон (англ. Sutton) — инкорпорированный город в округе Бракстон, штат Западная Виргиния (США), административный центр округа.

## История
Саттон был основан в 1792 году Адамом О’Брайеном. В 1809 году в месте, где ручей Грэннис-Крик впадает в реку Элк, поселился Джон Саттон. В 1835 году была основана деревня Ньювилл (Newville), впоследствии переименованная в Саттонвилл (Suttonville).
В 1836 году был создан округ Бракстон, и в этих местах разместились его власти; в частности, в бывшем доме Джона Саттона разместился окружной суд. Город быстро развивался, так как помимо судоходной реки к нему были подведены железные дороги, а в 1835 году через реку Элк был построен висячий мост.
Во время гражданской войны из-за своего важного положения в транспортной системе город не раз становился целью боевых действий. 5 сентября 1861 года город был оккупирован войсками северян, а впоследствии генерал Уильям Роузкранс расквартировал здесь 10-тысячную армию. 29 декабря 1861 года значительная часть города была сожжена войсками южан.
Впоследствии город медленно восстанавливался, однако рост начался лишь на рубеже XIX—XX веков благодаря развитию местной деревообрабатывающей промышленности. После падения спроса на древесину рост города вновь остановился.

## Население
По данным переписи 2010 года население Саттона составляло 994 человека (из них 49,8 % мужчин и 50,2 % женщин), в тауншипе было 452 домашних хозяйств и 265 семей. На территории тауншипа было расположено 527 построек со средней плотностью 260,9 построек на один квадратный километр суши. Расовый состав: белые — 97,9 %, афроамериканцы — 0,7 %, коренные американцы — 0,3 %, азиаты — 0,2 % и представители двух и более рас — 0,6 %.
Население города по возрастному диапазону по данным переписи 2010 года распределилось следующим образом: 18,2 % — жители младше 18 лет, 2,7 % — между 18 и 21 годами, 58,9 % — от 21 до 65 лет и 20,2 % — в возрасте 65 лет и старше. Средний возраст населения — 45,1 лет. На каждые 100 женщин в Саттоне приходилось 99,2 мужчин, при этом на 100 совершеннолетних женщин приходилось уже 96,9 мужчин сопоставимого возраста.
Из 452 домашних хозяйств 58,6 % представляли собой семьи: 41,2 % совместно проживающих супружеских пар (12,6 % с детьми младше 18 лет); 11,3 % — женщины, проживающие без мужей и 6,2 % — мужчины, проживающие без жён. 41,4 % не имели семьи. В среднем домашнее хозяйство ведут 2,18 человека, а средний размер семьи — 2,78 человека. В одиночестве проживали 34,3 % населения, 13,2 % составляли одинокие пожилые люди (старше 65 лет).
Динамика численности населения:
|  |

## Экономика
В 2014 году из 954 человек старше 16 лет имели работу 478. При этом мужчины имели медианный доход в 31 806 долларов США в год против 23 011 долларов среднегодового дохода у женщин. В 2014 году медианный доход на семью оценивался в 50 972 $, на домашнее хозяйство — в 33 462 $. Доход на душу населения — 19 996 $ в год.